# Deadlock (niemiecki zespół muzyczny)
Deadlock – niemiecka grupa muzyczna grająca melodic death metal. Powstała w 1997 roku w Schwarzenfeld.

## Dyskografia
| 2002                           | The Arrival - Data: 2002 - Wydawca: Winter Records                | –  |
| 2005                           | Earth.Revolt - Data: 27 czerwca 2005 - Wydawca: Lifeforce Records | –  |
| 2007                           | Wolves - Data: 13 kwietnia 2007 - Wydawca: Lifeforce Records      | –  |
| 2008                           | Manifesto - Data: 17 listopada 2008 - Wydawca: Lifeforce Records  | –  |
| 2011                           | Bizarro World - Data: 25 lutego 2011 - Wydawca: Lifeforce Records | 61 |
| 2013                           | The Arsonist - Data: 26 lipca 2013 - Wydawca: Napalm Records      | 82 |
| 2016                           | Hybris - Data: 8 lipca 2016 - Wydawca: Napalm Records             | –  |
| "—" pozycja nie była notowana. |                                                                   |    |

| Rok  | Tytuł                                                                   |
| ---- | ----------------------------------------------------------------------- |
| 2000 | I’ll Wake You When Spring Awakes - Data: 2000 - Wydawca: Winter Records |

| Rok  | Tytuł                                                                |
| ---- | -------------------------------------------------------------------- |
| 2014 | The Re-Arrival - Data: 15 sierpnia 2014 - Wydawca: Lifeforce Records |

| Rok  | Tytuł                                                                   |
| ---- | ----------------------------------------------------------------------- |
| 2003 | Deadlock vs. Six Reasons to Kill - Data: 2003 - Wydawca: Winter Records |